# هيلين باستور
هيلين باستور (بالفرنسية: Hélène Pastor)‏ (من مواليد عام 1937 - والمُتوفاة في 21 مايو 2014 هي وريثة وسيدة أعمال وأغنى امرأة في موناكو، «العضو البارز المتبقي مما يعتبر السلالة الحاكمة الثانية في موناكو بعد حكم غريمالديز». تم اغتيال هيلينا في مايو 2014.

## حياتها المُبكرة
وُلدت هيلين باستور في عام 1937. والدها هو جيلدو باستور رجل أعمال. كان جدها لأبيها هو جان باتيست باستور، عامل بناء إيطالي انتقل إلى موناكو في ثمانينيات القرن التاسع عشر.
نشأت هيلين في موناكو مع شقيقيها، ميشيل باستور وفيكتور باستور.

## حياتها المهنية
كانت هيلين مالكة لشركة هيلين باستور بالانكا، وهي شركة عقارية. امتلكت هيلين قصر لو باهيا وإميلي في حي لارفوتو، وتروكاديرو، والمباني السكنية القارية ومبنى الشيلكيل، ومركز جيلدو باستور في منطقة فونتفيل. بلعت قيمة تلك المباني مُجتمعةً 3.7 مليار دولار.
تعتبر هيلين أغنى امرأة في موناكو. أتت معظم ثروتها من تحصيل الإيجارات. ذكرت صحيفة ديلي تلغراف في نعيها «العضو البارز المتبقي مما يعتبر السلالة الحاكمة الثانية في موناكو بعد حكم غريمالديز». كانت هيلين معروفة في موناكو باسم "la princesse" (وتعني: «الأميرة»).

## حياتها الشخصية
تزوجت هيلين مرتين. أنجبت باستور من زواجها الأول ابنة واحدة، سيلفيا باستور (من مواليد عام 1961)، التي عاشت مع فويسيتش جانوفسكي، وهو رجل أعمال بولندي المولد لمدة 28 عامًا. [16] [17]
تزوجت هيلين بعد ذلك من كلود بالانكا، وهو طبيب أسنان. وأنجبا ابنًا هو جيلدو بالانكا باستور (من مواليد عام 1967).

## اغتيالها
خرجت هيلين في 6 مايو 2014 من مستشفى القوس L'Archet في غرب نيس بفرنسا، حيث كانت تزور ابنها بصحبة سائق سيارتها. أطلق مسلح النار بعد دقائق على سيارتها وأصابها هي وسائقها.. تم نقلها إلى مستشفى سانت روش في وسط نيس، استيقظت من غيبوبتها في 16 مايو، لكنها ماتت في 21 مايو 2014 في مستشفى سانت روش في نيس. كانت هيلين في السابعة والسبعين من عمرها.
عند وفاتها، أصدر قصر الأمير في موناكو بيانًا قال فيه: «يعبر سمو الأمير عن تعاطفه العميق مع أطفال السيدة هيلين باستور - بلانكا لما أصاب والدتهم من حادث مأساوي». حضر جنازة ألبير الثاني أمير موناكو.
أصدر كريستيان إستروسي، عمدة مدينة نيس، البيان التالي: «أُبدي تعاطفي مع غيلدو، نجل هيلين باستور، بالإضافة إلى جميع أقاربها. أشاركهم الألم والحزن. كما أتعاطف مع جميع مواطني موناكو تامتضررين من هذا الحادث المأساوي».
اعترف صهرها فويسيتش يانوفسكي في يونيو / حزيران 2014 بالتورط في اغتيالها. وفي عام 2017، تم استدعاء جانوفسكي وتسعة آخرين، بما في ذلك مدرب اللياقة البدنية باسكال دارياك وصهره عبد القادر بلخاطر، إلى المحكمة للمحاكمة.